# Talariga albomacula
Talariga albomacula är en fjärilsart som beskrevs av Sir George Hamilton Kenrick 1917. Talariga albomacula ingår i släktet Talariga och familjen nattflyn. Inga underarter finns listade i Catalogue of Life.